# Анастази-Страда Ц.Р. (Кротоне)
Анастази-Страда Ц.Р. је насеље у Италији у округу Кротоне, региону Калабрија.
Према процени из 2011. у насељу је живело 294 становника. Насеље се налази на надморској висини од 47 м.